# Lera Auerbach
Lera Auerbach (em russo: Лера Ауэрбах; Cheliabinsk, 21 de outubro de 1973) é uma das compositoras mais tocadas da nova geração russa.

## Biografia
Nasceu em Chelyabinsk, uma cidade nos Urais, perto da fronteira com a Sibéria. Auerbach continua a tradição dos compositores virtuosos do piano dos séculos XIX e XX. É a compositora mais nova do catálogo da prestigiada editora internacional de música Hans Sikorski, bem conhecida pelos trabalhos de Prokofiev, Shostakovich, Schnittke, Gubaidulina e Kancheli. A música de Lera Auerbach caracteriza-se pela liberdade estilística e pela justaposição de linguagens musicais tonais e atonais.
Auerbach estreou no Carnegie Hall em maio de 2002, apresentando a sua própria suite para violino, piano e orquestra, com Gidon Kremer e a Kremerata Baltica. A música de Lera Auerbach tem sido apresentada no Carnegie Hall todas as temporadas desde então. Em 2005, Lera Auerbach foi galardoada com o prestigioso Prémio Hindemith, no Festival de Música de Schleswig-Holstein, na Alemanha.
As suas composições têm sido encomendadas e apresentadas por nomes como Gidon Kremer, Royal Danish Ballet, Hamburg Ballet, David Finckel e Wu Han, Vadim Gluzman, Kremerata Baltica e Orquestra Ensemble Kanazawa, entre muitos outros. Apresentou-se como solista de piano nos palcos mais prestigiados, como o Salão Nobre do Conservatório de Moscou, Ópera de Tóquio, Lincoln Center em Nova Iorque, Herkulessaal em Munique, Konzerthaus em Oslo, Symphony Hall em Chicago e no Kennedy Center em Washington, DC.
Uma nova encomenda do Royal Danish Ballet, para celebrar o bicentenário de Hans Christian Andersen, foi a segunda colaboração de Lera Auerbach com o coreógrafo John Neumeier. O bailado é uma versão atual do conto de fadas tradicional 'A Pequena Sereia' e foi estreado com sucesso em Abril de 2005.
Lera Auerbach é também escritora de poesia e prosa, publicada em russo.